# Pöttsching
Pöttsching (ungerska: Pecsenyéd) är en ort och kommun i Österrike. Den ligger i distriktet Mattersburg i förbundslandet Burgenland, i den östra delen av landet, 40 km söder om huvudstaden Wien. 